# Teodoryk Balat
Teodoryk Balat (chiń. 德奥理; pinyin Dé Àolǐ; ur. 28 października 1858 w Saint-Martin-du-Taur, Tarn, zm. 9 lipca 1900 w Taiyuan, prowincja Shanxi) – francuski duchowny, franciszkanin obserwant, misjonarz, męczennik, święty Kościoła katolickiego.

## Życiorys
Jego rodzicami byli Giovanni Francesco i Rosa Taillefer. W wieku 11 lat rozpoczął naukę w niższym seminarium duchownym. Został tercjarzem franciszkańskim. Następnie wstąpił do wyższego seminarium duchownego w Albi. W 1880 r. wstąpił do zakonu franciszkanów. Na misje do Chin przybył w październiku 1884 r. Biskup Grzegorz Grassi powierzył mu funkcję nauczyciela w niższym seminarium, został również mistrzem nowicjatu, kapelanem sióstr Franciszkanek Misjonarek Maryi i kapelanem sierocińca. Podczas powstania bokserów doszło do prześladowań chrześcijan. Zarządca prowincji Shanxi Yuxian nienawidził chrześcijan. Z jego polecenia aresztowano 3 biskupów (Grzegorz Grassi, Franciszek Fogolla, Eliasz Facchini), 3 księży, 7 zakonnic, 7 seminarzystów, 10 świeckich pomocników misji i kilka chińskich wdów. Wśród zatrzymanych był Teodoryk Balat. Aresztowano również protestanckich duchownych razem z ich rodzinami. Ojciec Balat został stracony na rozkaz gubernatora Shanxi po udzieleniu siostrom błogosławieństwa 9 lipca 1900 r. W tym dniu zabito łącznie 26 męczenników. W styczniu 1901 r. nowy zarządca prowincji urządził ich uroczysty pogrzeb.

## Dzień obchodów
Wspomnienie liturgiczne św. Teodoryka obchodzone jest 9 lipca, w grupie 120 męczenników chińskich.

## Proces beatyfikacyjny i kanonizacyjny
Został beatyfikowany 24 listopada 1946 r. przez papieża Piusa XII w grupie Grzegorza Grassi i 28 Towarzyszy. Kanonizowany w grupie 120 męczenników chińskich 1 października 2000 r. przez Jana Pawła II.